# Araripina (ort)
Araripina är en ort i Brasilien.   Den ligger i kommunen Araripina och delstaten Pernambuco, i den östra delen av landet, 1 200 kilometer nordost om huvudstaden Brasília. Araripina ligger 624 meter över havet och antalet invånare är 38 569.
Terrängen runt Araripina är platt söderut, men norrut är den kuperad. Det finns inga andra samhällen i närheten.
Omgivningarna runt Araripina är huvudsakligen savann. Runt Araripina är det ganska glesbefolkat, med 24 invånare per kvadratkilometer.